# Keven Schlotterbeck
Keven Schlotterbeck (Weinstadt, Rems-Murr, Alemania, 28 de abril de 1997) es un futbolista alemán. Juega de defensa y su equipo es el F. C. Augsburgo de la 1. Bundesliga alemana.

## Trayectoria
Schlotterbeck debutó profesionalmente el 3 de febrero de 2019 con el S. C. Friburgo en el empate 2-2 contra el VfB Stuttgart en la Bundesliga.
Para la temporada 2019-20, fue enviado a préstamo al F. C. Union Berlin. Finalizada la misma, regresó a Friburgo. Allí estuvo dos campañas y media más antes de volver a salir cedido en enero de 2023 al VfL Bochum. A este equipo volvió en el mes de agosto en una nueva cesión. Tras esta última abandonó definitivamente Friburgo y se unió al F. C. Augsburgo.

## Estadísticas
Actualizado al último partido disputado el 12 de abril de 2025.
| Club                          | Div.          | Temporada     | Liga  | Liga  | Copas nacionales | Copas nacionales | Copas internacionales | Copas internacionales | Total | Total |
| Club                          | Div.          | Temporada     | Part. | Goles | Part.            | Goles            | Part.                 | Goles                 | Part. | Goles |
| ----------------------------- | ------------- | ------------- | ----- | ----- | ---------------- | ---------------- | --------------------- | --------------------- | ----- | ----- |
| S. C. Friburgo II · Alemania  | 4.ª           | 2017-18       | 35    | 3     | —                | —                | —                     | —                     | 35    | 3     |
| S. C. Friburgo II · Alemania  | 4.ª           | 2018-19       | 11    | 0     | —                | —                | —                     | —                     | 11    | 0     |
| S. C. Friburgo · Alemania     | 1.ª           | 2018-19       | 9     | 0     | 0                | 0                | —                     | —                     | 9     | 0     |
| F. C. Union Berlin · Alemania | 1.ª           | 2019-20       | 23    | 0     | 4                | 1                | —                     | —                     | 27    | 1     |
| F. C. Union Berlin · Alemania | Total club    | Total club    | 23    | 0     | 4                | 1                | 0                     | 0                     | 27    | 1     |
| S. C. Friburgo II · Alemania  | 4.ª           | 2020-21       | 2     | 1     | —                | —                | —                     | —                     | 2     | 1     |
| S. C. Friburgo · Alemania     | 1.ª           | 2020-21       | 24    | 0     | 1                | 0                | ―                     | ―                     | 25    | 0     |
| S. C. Friburgo II · Alemania  | 3.ª           | 2021-22       | 1     | 0     | —                | —                | —                     | —                     | 1     | 0     |
| S. C. Friburgo II · Alemania  | Total club    | Total club    | 49    | 4     | 0                | 0                | 0                     | 0                     | 49    | 4     |
| S. C. Friburgo · Alemania     | 1.ª           | 2021-22       | 12    | 0     | 2                | 1                | —                     | —                     | 14    | 1     |
| S. C. Friburgo · Alemania     | 1.ª           | 2022-23       | 2     | 0     | 1                | 0                | 2                     | 0                     | 5     | 0     |
| S. C. Friburgo · Alemania     | Total club    | Total club    | 47    | 0     | 4                | 1                | 2                     | 0                     | 53    | 1     |
| VfL Bochum · Alemania         | 1.ª           | 2022-23       | 13    | 2     | 0                | 0                | —                     | —                     | 13    | 2     |
| VfL Bochum · Alemania         | 1.ª           | 2023-24       | 29    | 5     | 0                | 0                | —                     | —                     | 29    | 5     |
| VfL Bochum · Alemania         | Total club    | Total club    | 42    | 7     | 0                | 0                | 0                     | 0                     | 42    | 7     |
| F. C. Augsburgo · Alemania    | 1.ª           | 2024-25       | 18    | 3     | 4                | 0                | —                     | —                     | 22    | 3     |
| F. C. Augsburgo · Alemania    | Total club    | Total club    | 18    | 3     | 4                | 0                | 0                     | 0                     | 22    | 3     |
| Total carrera                 | Total carrera | Total carrera | 179   | 14    | 12               | 2                | 2                     | 0                     | 193   | 16    |
| 1. 2.                         |               |               |       |       |                  |                  |                       |                       |       |       |

## Vida personal
Schlotterbeck es sobrino de Niels Schlotterbeck, quien fue futbolista profesional y jugó en el Friburgo. Su hermano menor Nico también es futbolista profesional.